# Tâm lý học pháp lý
Tâm lý học pháp lý là môn tâm lý học liên quan đến thực nghiệm, nghiên cứu tâm lý của pháp luật, các tổ chức pháp lý và những người tiếp xúc với pháp luật. Các nhà tâm lý học pháp lý thường áp dụng các nguyên tắc xã hội và nhận thức cơ bản và áp dụng chúng cho các vấn đề trong hệ thống pháp lý như trí nhớ nhân chứng, ra quyết định của bồi thẩm đoàn, điều tra và phỏng vấn. Thuật ngữ "tâm lý học pháp lý" chỉ mới được sử dụng gần đây, chủ yếu như một cách để phân biệt trọng tâm thực nghiệm của tâm lý học pháp lý với tâm lý học pháp y dựa trên lâm sàng.
Cùng với nhau, tâm lý học pháp lý và tâm lý pháp y tạo thành lĩnh vực thường được công nhận là "tâm lý học và pháp luật". Sau những nỗ lực trước đó của các nhà tâm lý học để giải quyết các vấn đề pháp lý, tâm lý học và pháp luật đã trở thành một lĩnh vực nghiên cứu trong những năm 1960 như là một phần của nỗ lực tăng cường công lý, mặc dù mối quan tâm ban đầu đã giảm bớt theo thời gian. Phòng 41 của Hiệp hội Tâm lý học Hoa Kỳ đa ngành, Hiệp hội Luật Tâm lý Hoa Kỳ, hoạt động với mục tiêu thúc đẩy sự đóng góp của tâm lý học để hiểu luật và hệ thống pháp luật thông qua nghiên cứu, cũng như cung cấp giáo dục cho các nhà tâm lý học về các vấn đề pháp lý và cung cấp giáo dục cho nhân viên pháp lý về các vấn đề tâm lý. Hơn nữa, nhiệm vụ của hiệp hội là thông báo cho cộng đồng tâm lý và pháp lý và công chúng về các nghiên cứu, giáo dục và dịch vụ hiện tại trong lĩnh vực tâm lý học và pháp luật. Có những hiệp hội tương tự như vậy ở Anh và Châu Âu.